# クフィル (航空機)
IAI クフィル/IAI כפיר
クフィルC7 IDF/AF 第144飛行隊
- 用途：戦闘機
- 分類：戦闘機、戦闘攻撃機
- 製造者：IAI社
- 運用者：
 エクアドル（エクアドル空軍）
 コロンビア（コロンビア空軍）
 スリランカ（スリランカ空軍）
- 初飛行：1973年
- 生産数：220機
- 運用開始：1975年
- 運用状況：現役

クフィル（Kfir）は、イスラエルのイスラエル・エアクラフト・インダストリー（Israeli Aircraft Industries,IAI）がミラージュIIIをベースに独自改良を行って開発した戦闘機。Kfirとはヘブライ語で子ライオンの意。日本語ではクフィールと表記されることもある。

## 概要

### 開発の経緯
1960年代、イスラエル空軍ではミラージュIIIをはじめとするフランス製戦闘機を主力としていた。しかし、1967年の第三次中東戦争後、シャルル・ド・ゴール政権の中東外交政策の転換により、フランスからイスラエルへの武器輸出が停止される。そのため、50機を発注済みであったミラージュ5の引き渡しも行われなかった。これがクフィル開発の発端となった。
IAIは、既にダッソー社との間に機体のライセンス生産の契約を結んでいたミラージュ5に、イスラエルのスパイが第三国経由で図面を盗み出し、自国で製造したアター9C エンジンを無許可で組み合わせることで、独自生産型ミラージュとも言うべきネシェル（Nesher、ヘブライ語で鷲の意）を完成させた。一方で、イスラエル空軍は高地・高温条件下や兵装搭載時におけるエンジンのパワー不足に不満を持っていた。
そこで、同時期にアメリカ合衆国からF-4Eを導入した事から、ミラージュのエンジンをF-4Eに搭載されるJ79に換装し、能力向上を図る目的で計画された機体サルボが開発され、ネシェルとサルボの開発成果を組み合わせた機体であるクフィルの製作へと繋がった。
フランス製のミラージュIIIにJ79を搭載したサルボは、1970年10月に初飛行した。この試作機に続いて1973年6月にラーム（רעם、ヘブライ語で雷鳴の意）と名づけられたプロトタイプが製作された。続いてバラク（ברק、ヘブライ語で電光の意）と名付けられた機体がIAIによって生産され、1973年10月6日に勃発した第四次中東戦争中に運用された。クフィルの名称でJ79に最適化された機体の量産開始は、第四次中東戦争終了後の1975年4月のことだった。

### 特徴
外見は原型となったミラージュ5と似ているが、アフターバーナー使用時にアター9Cより2t以上推力が大きいJ79を搭載したことで飛行性能が向上し、ペイロードも約1,500kg増加した。
J79を搭載するために胴体部には大幅な改修が加えられた。エアインテークは拡大され、後部胴体はわずかに短く太くなり、熱に強いチタン素材も導入されている。垂直尾翼基部にはアフターバーナー部冷却用、後部胴体にはタービン冷却用の小型インテークが追加されている。また機体重心の調整のために尾部が0.6 m短くなっている。
量産型であるクフィルC2からはエアインテーク側部にカナード翼、機首先端にストレーキ、主翼にドッグトゥースが追加され、離着陸性能や旋回性能、大迎角時の操縦性が大きく向上した。これらの改修、特にカナード翼の追加は後に本家であるミラージュIII/5の近代化改修機にも取り入れられた。なおC2の「C」はカナードを意味し、初期型は単にクフィル1と呼ばれたが、後にC2より小型のカナード翼とストレーキが追加されてクフィルC1と呼ばれるようになった。
アビオニクスは随時更新されており、エルタ製EL/M-2001B測距レーダーやMBT製の二重操縦システムの他、後にグラスコックピット化もされた。
戦闘機ではあるが、余裕のあるペイロードと高度なアビオニクスにより、対地・対レーダーミサイルやレーザー誘導爆弾にも対応しており、対地攻撃機としても運用が可能である。

### イスラエル空軍への配備
量産開始直後の1975年4月に第101飛行隊、1976年には第113飛行隊 にクフィル1が配備された。1977年には第101飛行隊のクフィル1が主生産型のクフィルC2に更新され、第101飛行隊のクフィル1は第109飛行隊に移管された。この頃にクフィル1がクフィルC1仕様に改修された。1978年には第144飛行隊がクフィルC2の運用を開始した。1979年には第113飛行隊のC1がC2に更新され、1980年には第109飛行隊のC1もC2に更新された。これらの飛行隊から放出されたクフィルC1は第254飛行隊に移管された。1980年末頃には第149飛行隊がクフィルC2の運用を開始した。
1984年には第254飛行隊が解体され、クフィルC1はイスラエル空軍からは退役となり、アメリカ海軍・海兵隊にリースされ"F-21 ライオン"として運用された。また、C2を運用していた第113飛行隊も解隊された。1986年には第109飛行隊が解隊され、1987年には第101飛行隊が運用機種をF-16D Block30に更新した。この時点でクフィルの運用を続けていた部隊は第144飛行隊と第149飛行隊の2個飛行隊であった。1991年には第149飛行隊が解散し、最後に残っていた第144飛行隊は1994年頃に運用機種をF-16A/Bに更新した。
前述のように、クフィル1（クフィルC1）は4個飛行隊、クフィルC2は5個飛行隊で運用されたことになるが、これらの飛行隊のうち、クフィルC7への更新が確認されているのは最後まで運用を続けた第144飛行隊のみである。
退役した機体は未だ多数が保管状態にあるとされ、一部はリストレーションと改修を受け、海外保有国に輸出されている。

### 輸出
輸出も行われたが、アメリカによるJ79の再輸出許可が大幅に遅れたため、少数の国にしか輸出されなかった。
エクアドル空軍では、1980年代にクフィルC2を12機（通常型10機と練習型2機）輸入した。対立関係にあるペルーに面した第2航空軍区タウラ空軍基地の第21戦闘航空団に配備され、セネパ紛争でも戦果をあげた（下述）。このためエクアドル空軍では好評で、1998年にはジャギュアの後継としてさらに8機の追加を計画したが、南米の軍拡を懸念したアメリカの阻止があったとみられ、2機のクフィルC10の購入と既存機のアップグレードという形になった。
アメリカ海軍・海兵隊はF-16Nが導入されるまでの間、F-21 ライオンの名称でクフィルをリースし、仮想敵機として運用した。アメリカ軍が外国製戦闘機を採用したのは第一次世界大戦時以来のことであり、その性能はMiG-21をよくシミュレートできると好評だったという。
2014年4月3日にIAIのジョセフ・ワイスCEOが明らかにしたところによると、IAIはクフィルの再生産を開始しており、販売のための活動も行っているという。受注についての詳しい発表はないが、アルゼンチンからの受注があったことは認めている。

### 実戦
1982年のレバノン侵攻でイスラエル空軍機が初めて実戦に投入され、A-4やF-4と共に対地攻撃を実施した。
1995年にエクアドルとペルーの間で起きたセネパ紛争では、エクアドル空軍機がミラージュF1と共にペルー空軍機3機を撃墜する戦果を挙げている。
スリランカ内戦では、スリランカ空軍機がウクライナから輸入したMiG-27と共にタミル・イーラム解放の虎に対する対地攻撃に従事した。

## 形式・派生型
クフィルC1
初期型。当初はカナード翼を装備していなかったためクフィル1と呼ばれた。
F-21A
アメリカ海軍・海兵隊が仮想敵機としてリースしたクフィルC1に用いた名称。愛称はライオン（Lion）。
クフィルC2
主生産型。
クフィルTC2
クフィルC2の複座練習機型。機首が延長され、前方視界を確保するため垂れ下がった形状になっている。
クフィルRC2
クフィルC2の偵察機型。機首が延長され偵察用カメラ機材を搭載している。
クフィルC7
クフィルC2の改良型。エンジンに数分間だけ出力を5%増加させられる「コンバット・プラス」改修を施し、コックピットにはHOTAS概念を導入。電子機器も更新され、ハードポイントは2箇所増設された。イスラエル空軍機は最終的にC7仕様機に統一された他、コロンビアのクフィルC2もC7仕様に改修された。また、スリランカも追加発注により数機を配備している。
クフィルTC7
クフィルC7の複座型。
クフィルC10
アップグレード型。クフィル2000とも呼ばれ、南アフリカ共和国のチーターCによく似た形状をしている。レーダーをEL/M-2032へ換装し、アクティブ・レーダー・ホーミング誘導式ミサイルの運用が可能になった他、コックピットもグラスコックピット化された。エクアドルのクフィルC2が1999年よりクフィルCEの名称でC10仕様に改修されている。コロンビアのクフィルC2も同仕様に改修されたが、一部はレーダーを換装せず対地攻撃に最適化されたクフィルC12仕様になっている。
クフィルTC10
クフィルC10の複座型。

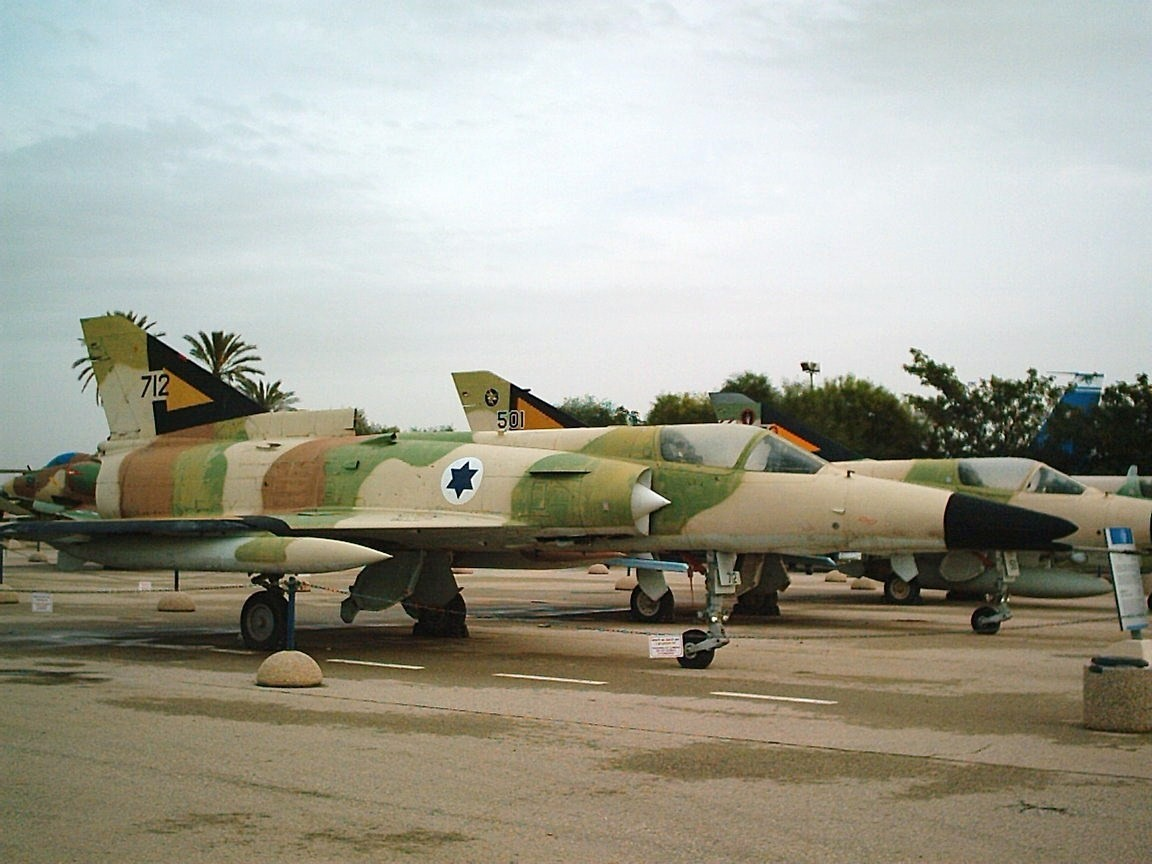
初期型のクフィル1
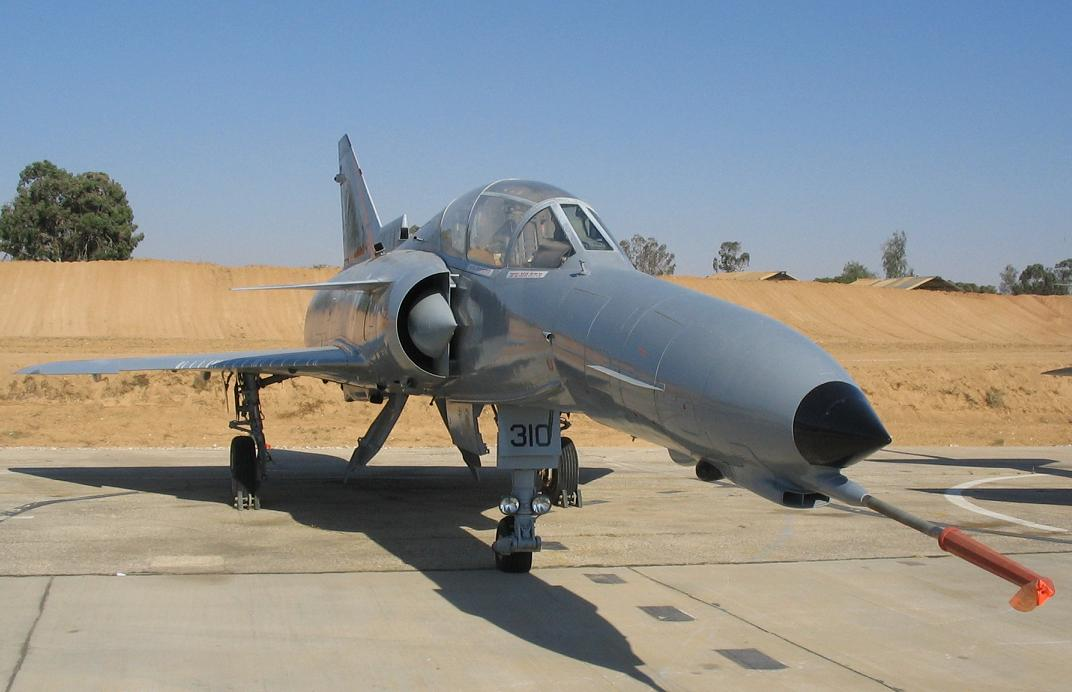
クフィルTC2 (複座練習機型)
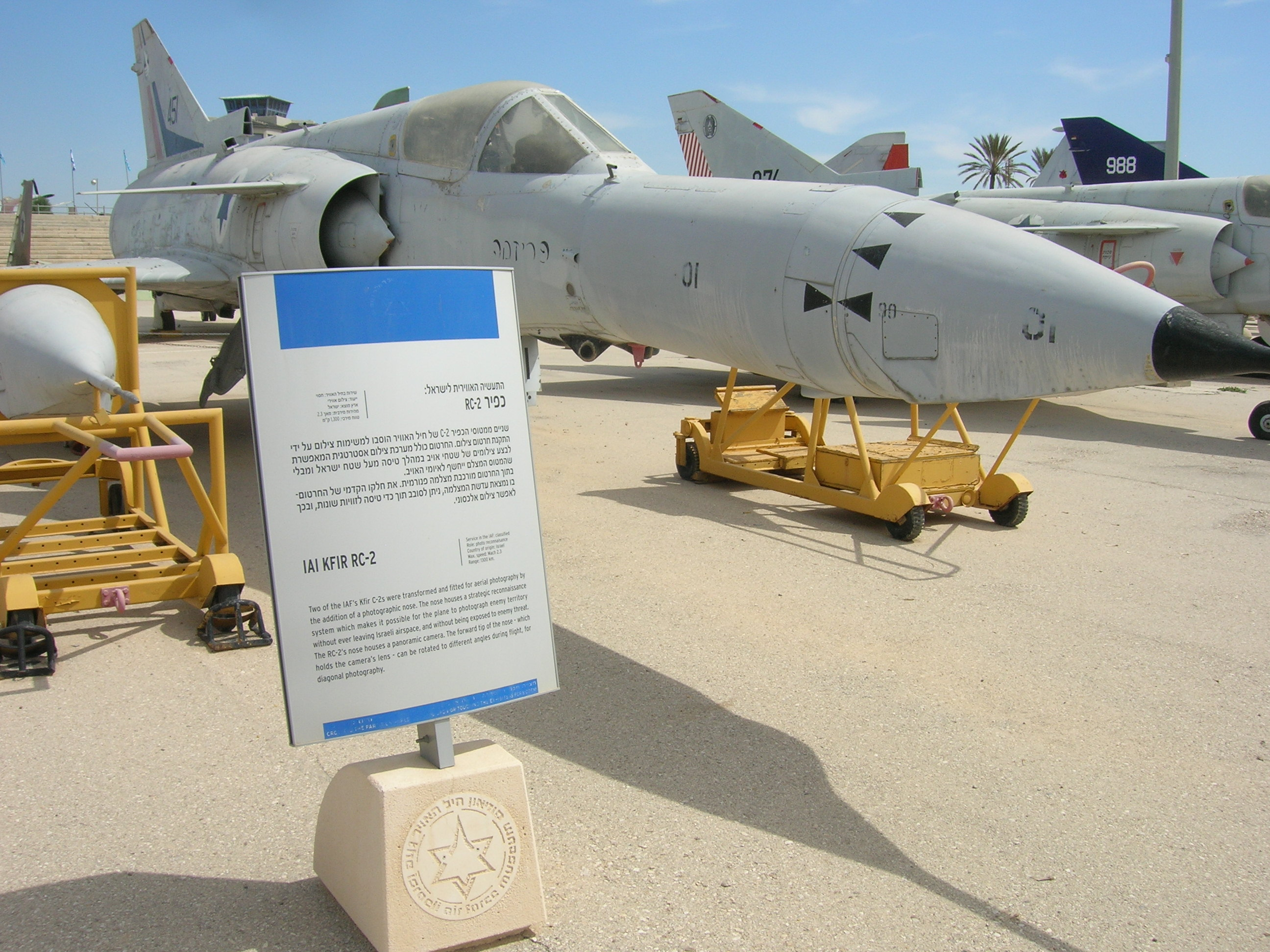
クフィルRC2 (偵察機型)
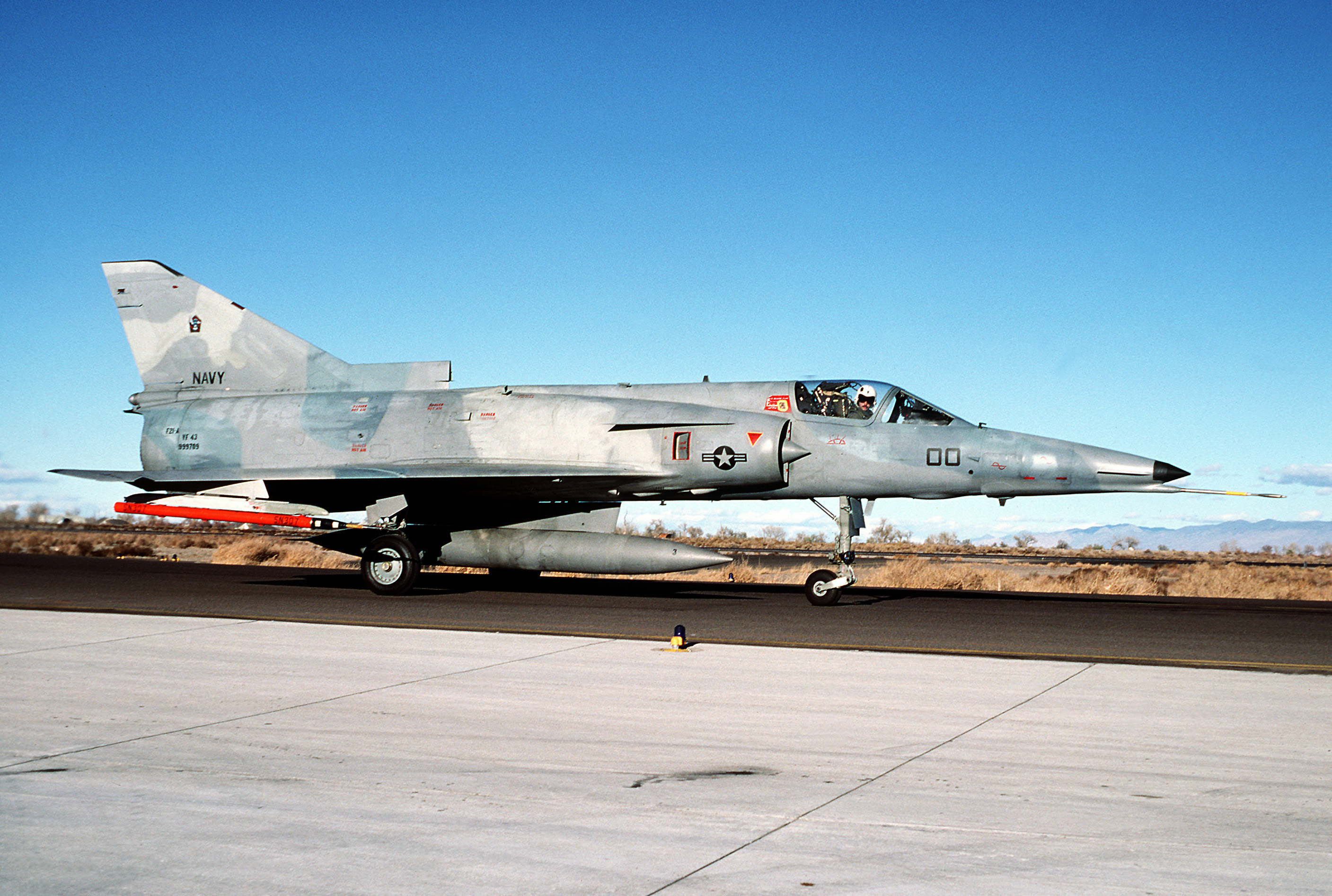
アメリカ海軍のF-21A (クフィルC1)
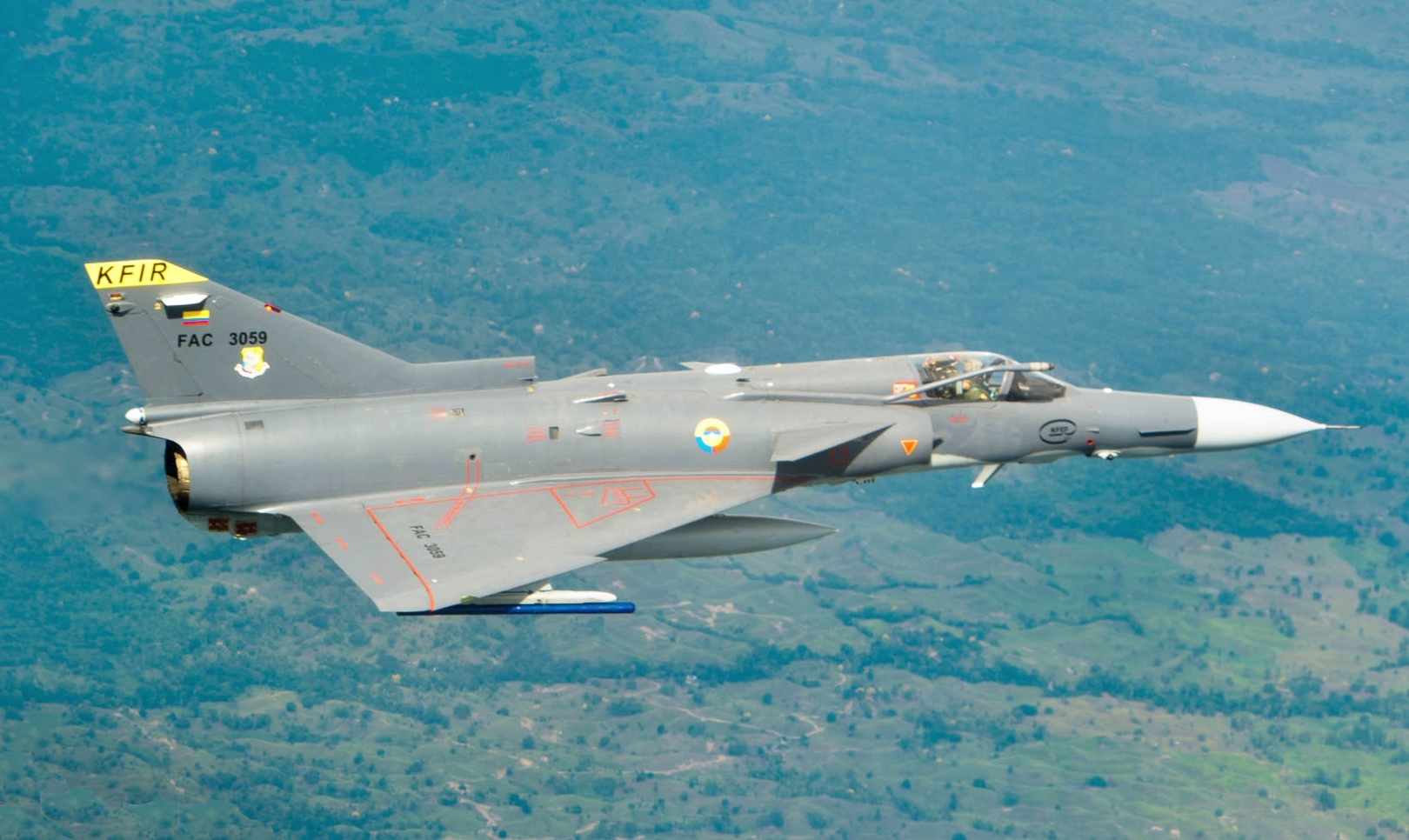
コロンビア空軍のクフィルC10
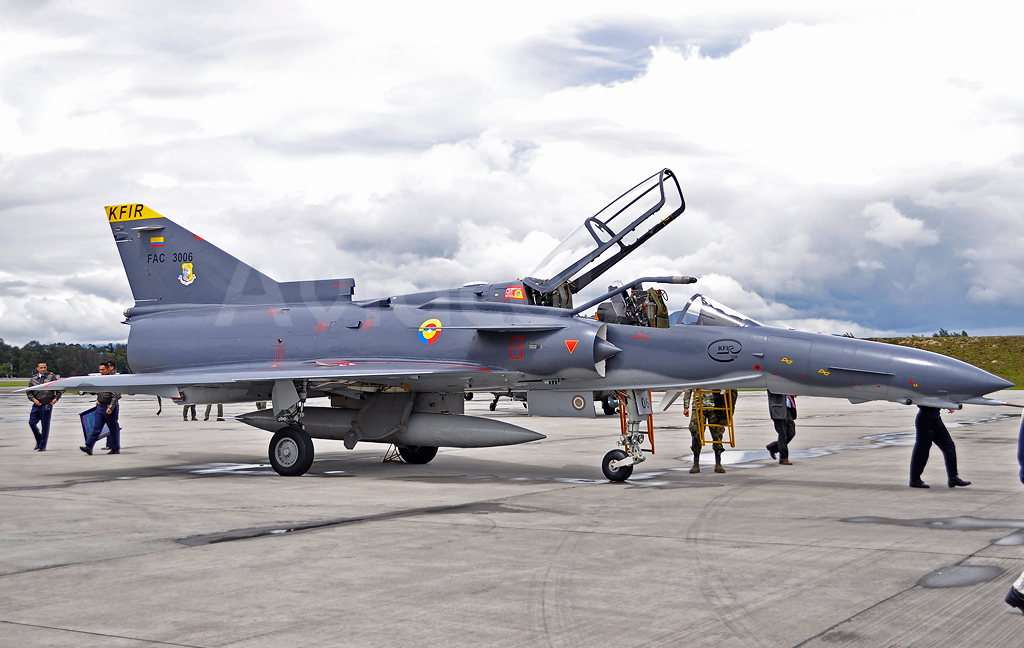
コロンビア空軍のクフィルTC10

## 仕様 (クフィルC2)
出典: en:IAI Kfir
諸元
- 乗員: 1
- 全長: 15.65m （51ft 4.25in）
- 全高: 4.55m （14ft 11.5in）
- 翼幅: 8.21m（26ft 11.5in）
- 翼面積: 34.80m2 （374.60ft2）
- 空虚重量: 7,285kg （16,060lb）
- 運用時重量: 10,415kg （22,961lb）
- 有効搭載量: 6,065kg （13,343lb）
- 最大離陸重量: 14,670kg （32,340lb）
- 動力: J79-J1E ターボジェット（アフターバーナー有）
  - ドライ推力: 52.89kN （11,890lbf） × 1
  - アフターバーナー使用時推力: 83.40kN （18,750lbf） × 1

性能
- 最大速度: 2,440km/h （1,317kt）
- 戦闘行動半径: 770km （416nm）
- 実用上昇限度: 17,700m （58,000ft）
- 上昇率: 233.3m/s （45,930ft/min）

武装
- 固定武装
- DEFA 550 30mm機関砲 × 2
- ミサイル
  - サイドワインダー 空対空ミサイル
  - シャフリル 空対空ミサイル
  - パイソン 空対空ミサイル
  - マーベリック 空対地ミサイル
  - シュライク 対レーダーミサイル
- 爆弾
  - Mk 82 無誘導爆弾
  - GBU-13 レーザー誘導爆弾（LGB）
  - TAL-1/2 クラスター爆弾（CBU）
  - デュランダル 滑走路破壊用特殊爆弾
  - HOBOS
- ロケット弾

## 採用国
コロンビア
コロンビア空軍
 エクアドル
エクアドル空軍
 スリランカ
スリランカ空軍
この他、アメリカが民間軍事会社ATACの民間登録されたF-21Aを仮想敵機として使用している。

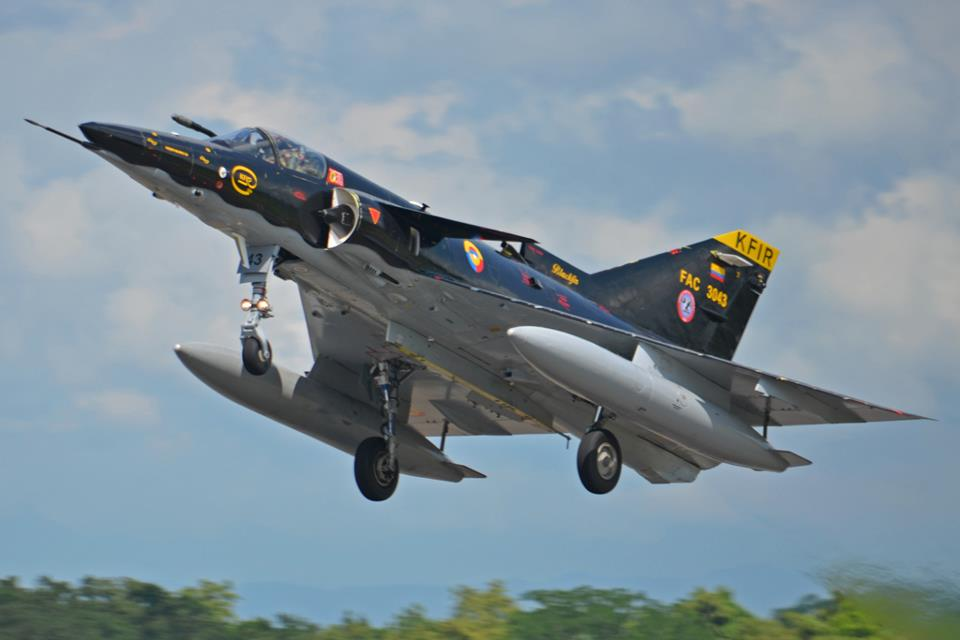
コロンビア空軍のクフィル
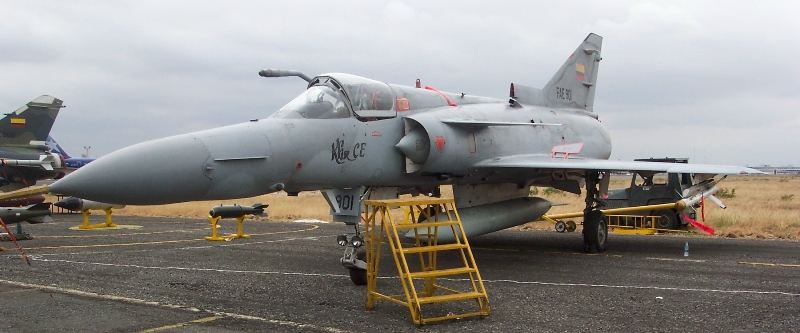
エクアドル空軍のクフィルCE
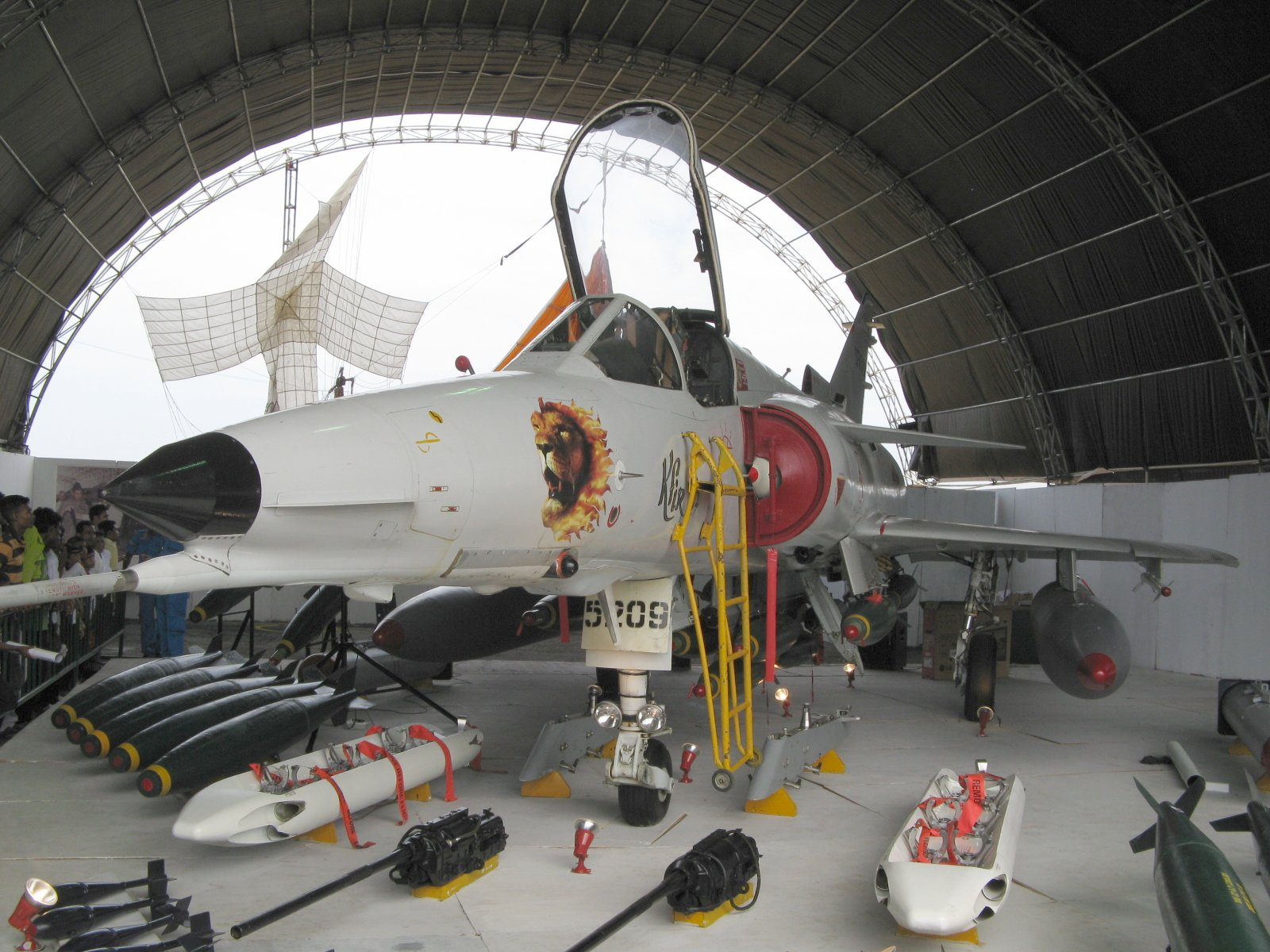
スリランカ空軍のクフィル
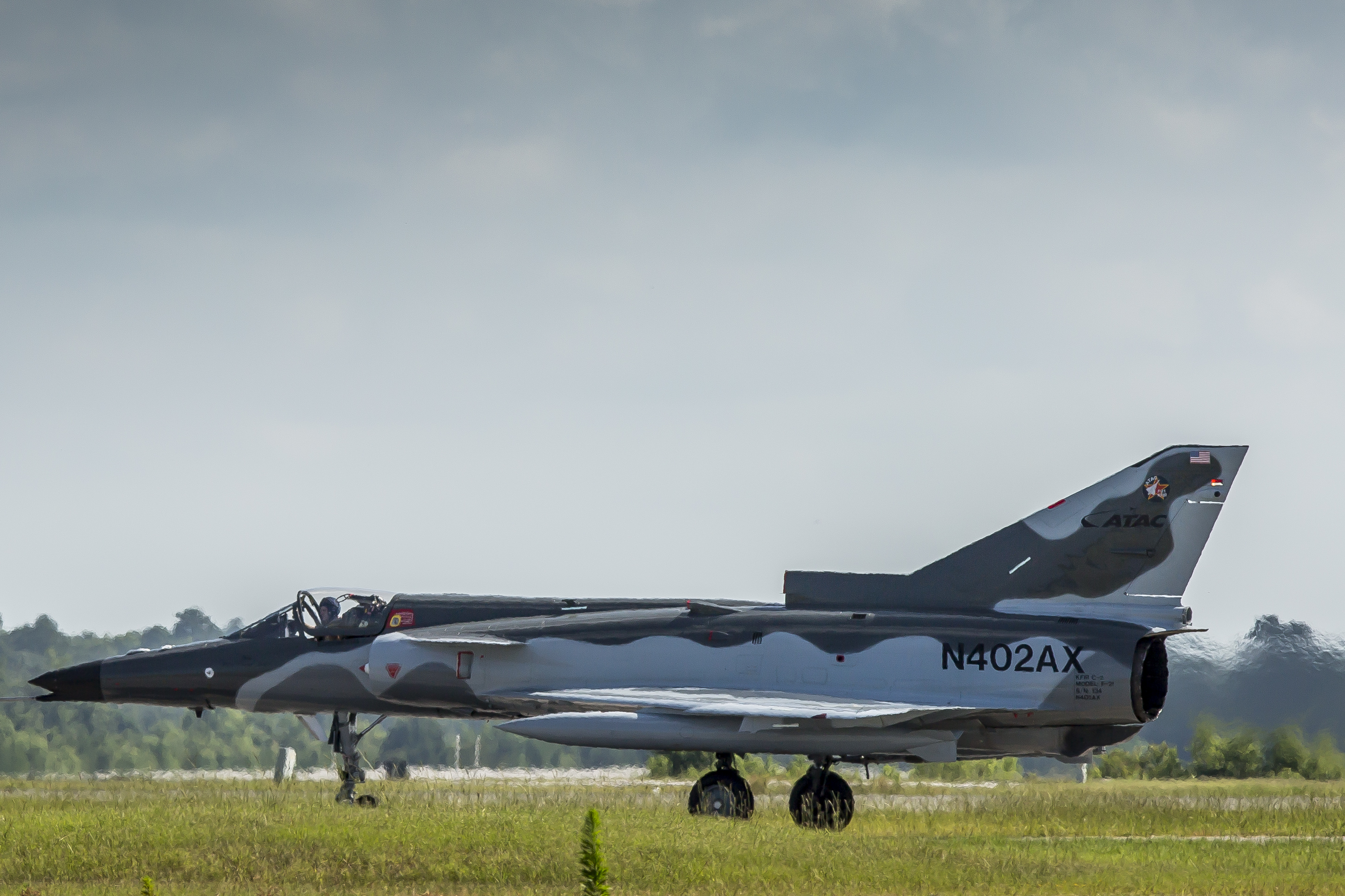
ATACのF-21A

## 採用を検討した国
アルゼンチン
 ブラジル
 スロベニア
 フィリピン
 メキシコ
 中華民国

## 登場作品

### 映画・ドラマ
『アイアン・イーグル』
イスラエル空軍機がMiG-23の代役として登場している。

### アニメ・漫画
『SHIROBAKO』
劇中アニメの「第三飛行少女隊」にて登場する。また、13話以降のオープニングでは藤堂美沙が搭乗している。
『エリア88』
アスラン王国空軍の傭兵部隊の機体として登場。サキ・ヴァシュタール（エリア88の司令官）などが使用。

### ゲーム
『MetalStorm』
戦闘機（週替り）で「ゼファー」の名称で稀に登場。最強の戦闘機として有名。旋回優良機。200-300コイン。
『エースコンバット2』
プレイヤーの操作可能な機体として登場。
『フィクショナル・トルーパーズ』
メカール共和国軍のランク2として選択可能。
『萌え萌え大戦争☆げんだいばーん』
鋼の乙女「リオン」のモデルとなっている。一部のステージではサポートユニットとしてクフィルが直接登場する。
『大戦略シリーズ』
大戦略II、スーパー大戦略(メガドライブ版)などのイスラエル軍ユニットとして登場。